# Вахчилка
Вахчилка — река в России, протекает по Киржачскому району Владимирской области. Устье реки находится в 61 км по левому берегу реки Киржач. Длина реки составляет 23 км, площадь водосборного бассейна — 99 км².
Исток реки в лесистой местности в 17 км к северо-востоку от Киржача. Река течёт на юго-запад, протекает деревни Бельцы, Желдыбино, Власьево (в деревне на реке плотина и запруда), Арефино, Ефаново. В нижнем течении течёт по юго-восточной окраине города Киржач. Перед устьем реки в 1976—1980 гг. было образовано водохранилище, известное как озеро Крутое. Его площадь — 48 га, объём — 500 м3, средняя глубина равна 0,7-1 м. В 2012 году в ходе ремонтных работ на гидроузле оно было почти полностью осушено. В настоящее время озеро является достопримечательностью города, по берегам которого растут сосны. Излюбленное место рыбаков, как летней, так и зимней рыбалки.

## Данные водного реестра
По данным государственного водного реестра России относится к Окскому бассейновому округу, водохозяйственный участок реки — Клязьма от города Орехово-Зуево до города Владимир, речной подбассейн реки — бассейны притоков Оки от Мокши до впадения в Волгу. Речной бассейн реки — Ока.
Код объекта в государственном водном реестре — 09010300712110000031665.